# Camelia Macoviciuc-Mihalcea
Camelia Macoviciuc-Mihalcea est une rameuse roumaine née le 1er mars 1968 à Hudești. 

## Biographie
Camelia Macoviciuc-Mihalcea a participé à l'épreuve de deux de couple poids légers avec Constanța Burcică aux Jeux olympiques d'été de 1996 à Atlanta, où elles ont remporté la médaille d'or. Elle a aussi concouru aux Jeux olympiques d'été de 2004 d'Athènes, où elle a terminé cinquième de l'épreuve de deux de couple avec Simona Mușat.